# Кивино (округ)
Ки́вино (англ. Keweenaw County) — округ в штате Мичиган, США. Официально образован в 1861 году. По состоянию на 2013 год, численность населения составляла 2 191 человек.

## География
По данным Бюро переписи США, общая площадь округа равняется 15 451,955 км2, из которых 1 398,601 км2 суша и 14 053,354 км2 или 91,000 % это водоёмы.

## Население
По данным переписи населения 2010 года в округе проживает 2 156 жителей в составе 1 013 домашних хозяйств и 614 семей. Плотность населения составляет 2,00 человека на км2. На территории округа насчитывается 2 467 жилых строений, при плотности застройки около 2,00-х строений на км2. Расовый состав населения: белые — 98,50 %, афроамериканцы — 0,10 %, коренные американцы (индейцы) — 0,10 %, представители двух или более рас — 1,20 %. Испаноязычные составляли 0,70 % населения независимо от расы.
В составе 16,80 % из общего числа домашних хозяйств проживают дети в возрасте до 18 лет, 52,40 % домашних хозяйств представляют собой супружеские пары проживающие вместе, 4,90 % домашних хозяйств представляют собой одиноких женщин без супруга, 39,40 % домашних хозяйств не имеют отношения к семьям, 34,20 % домашних хозяйств состоят из одного человека, 15,00 % домашних хозяйств состоят из престарелых (65 лет и старше), проживающих в одиночестве. Средний размер домашнего хозяйства составляет 2,12 человека, и средний размер семьи 2,71 человека.
Возрастной состав округа: 17,90 % моложе 18 лет, 5,20 % от 18 до 24, 20,00 % от 25 до 44, 36,00 % от 45 до 64 и 36,00 % от 65 и старше. Средний возраст жителя округа 51.6 лет. Гендерный состав населения: 51,3 % мужчин и 48,7 % женщин.
Средний доход на домохозяйство в округе составлял 39 821 USD, на семью — 48 563 USD. Доход на душу населения составлял 21 218 USD. Около 16,60 % семей и 17,80 % общего населения находились ниже черты бедности, в том числе — 34,20 % молодежи (тех, кому ещё не исполнилось 18 лет) и 4,00 % тех, кому было уже больше 65 лет.